# Paige Braddock
Pour les articles homonymes, voir Braddock.
 (décembre 2018).
Si vous disposez d'ouvrages ou d'articles de référence ou si vous connaissez des sites web de qualité traitant du thème abordé ici, merci de compléter l'article en donnant les références utiles à sa vérifiabilité et en les liant à la section « Notes et références ».
Paige Braddock, née le 6 mai 1963, est une dessinatrice américaine.

## Biographie
Après des études de Beaux-Arts, Braddock a travaillé pendant plusieurs années comme dessinatrice de presse (elle dessinait en particulier dans les prétoires), entre autres pour The Chicago Tribune ou The Atlanta Journal Constitution, et elle commence à réaliser des bandes dessinées. Elle crée d'abord un super héros maladroit, Captain Lighting, et un cow-boy, Bart Winkle. Remarquée par Charles Schulz, l'auteur de Snoopy et des Peanuts, elle rejoint son équipe. Elle est aujourd'hui directrice artistique du studio Schulz.
Parallèlement, en 2002, elle lance sa maison d'édition, Girl Twirl Comics, afin de publier Jane's World (en français « Le Monde de Jane »), dont elle avait pu mesurer la popularité grandissante à travers une diffusion sur l'Internet. Son affection pour les personnages gauches et distraits se retrouve dans cette série créée en 1991, qui a été traduite dans plusieurs langues. L'héroïne, Jane, est une jeune lesbienne moderne un peu gaffeuse. Le trait est vif, les cadrages originaux et les extravagances que se plaît à imaginer son auteur donne à cette bande dessinée un caractère très intéressant, s'inscrivant à la fois dans la filiation typique du strip américain et de l'élément moderne de la pop culture de ce pays qu'est la sitcom.
Jane est le premier protagoniste de BD ouvertement homosexuel à apparaître en feuilleton dans un grand quotidien américain (The Atlanta Journal Constitution), et mène en 2006 Paige Braddock à être sélectionnée pour recevoir la récompense majeure pour la bande dessinée aux États-Unis, le prix Will Eisner, dans la catégorie « Meilleur auteur de BD humoristique ».
Paige Braddock a également illustré des albums d'après les dessins animés adaptant les Peanuts de Charles Monroe Schulz.

## Œuvres
- Jane's World (en), 9 tomes, Girl Twirl Comics, USA, 2003-2010.
- Le Monde de Jane, 3 tomes traduits en français, Éditions Dans L'Engrenage, France, 2004-2010.